# SS Corinthic (1902)
SS Corinthic foi um navio de passageiros britânico construído pelo estaleiro Harland and Wolff, sendo lançado para as companhias marítimas da White Star Line e Shaw, Savill & Albion Line. Ele foi o segundo transatlântico da Classe Athenic, construído para o serviço de passageiros e carga entre a Grã-Bretanha e Nova Zelândia.. Em 1931, Corinthic foi retirado de serviço e posteriormente desmontado.